# Wu-Tang Chamber Music
Wu-Tang Chamber Music – kompilacyjny album amerykańskiej grupy hip-hopowej Wu-Tang Clan, wydany 30 czerwca 2009 roku nakładem E1 Music.

## Lista utworów
| #                                                    | Tytuł                  | Wykonanie                          | Producent            | Czas |
| ---------------------------------------------------- | ---------------------- | ---------------------------------- | -------------------- | ---- |
| 1                                                    | "Redemption"           |                                    | The Revelations      | 1:11 |
| 2                                                    | "Kill Too Hard"        | Inspectah Deck U-God Masta Ace     | Fizzy Womack         | 2:49 |
| 3                                                    | "The Abbot"            | RZA                                | The Revelations      | 1:15 |
| 4                                                    | "Harbor Masters"       | Ghostface Killah AZ Inspectah Deck | The Revelations      | 3:52 |
| 5                                                    | "Sheep State"          | RZA                                | Fizzy Womack         | 0:38 |
| 6                                                    | "Radiant Jewels"       | Raekwon Cormega Sean Price         | Fizzy Womack         | 2:36 |
| 7                                                    | "Supreme Architecture" | RZA                                | The Revelations      | 1:17 |
| 8                                                    | "Evil Deeds"           | Ghostface Killah RZA Havoc         | The Revelations      | 3:37 |
| 9                                                    | "Wise Men"             | RZA                                | Fizzy Womack         | 0:58 |
| 10                                                   | "I Wish You Were Here" | Ghostface Killah Tre Williams      | The Revelations      | 3:40 |
| 11                                                   | "Fatal Hesitation"     |                                    | Fizzy Womack         | 1:29 |
| 12                                                   | "Ill Figures"          | Raekwon M.O.P. Kool G Rap          | The Revelations      | 2:53 |
| 13                                                   | "Free Like ODB"        | RZA                                | Fizzy Womack         | 1:01 |
| 14                                                   | "Sound The Horns"      | Inspectah Deck Sadat X U-God       | The Revelations      | 3:15 |
| 15                                                   | "Enlightened Statues"  | RZA                                | Fizzy Womack         | 1:37 |
| 16                                                   | "NYC Crack"            | RZA Thea Van Seijen                | RZA, The Revelations | 3:20 |
| 17                                                   | "One Last Question…"   |                                    | Fizzy Womack         | 0:10 |
| Informacje o utworach pochodzą ze strony discogs.com |                        |                                    |                      |      |

## Notowania
| Rok  | Pozycja na świecie | Pozycja na świecie | Pozycja na świecie | Pozycja na świecie | Pozycja na świecie |
| Rok  | USA 200            | USA R&B            | USA Ind.           | USA Rap            | [ 3 ]              |
| ---- | ------------------ | ------------------ | ------------------ | ------------------ | ------------------ |
| 2009 | 49                 | 13                 | 3                  | 4                  | 196                |